# Tjerkasy
Tjerkasy (ukrainsk: Черкаси, tr. Tjerkasy; russisk: Черкассы, tr. Tjerkassi) er en by med 269.836 (2022) indbyggere i det centrale Ukraine. Den er hovedstad i Tjerkasy oblast og administrativt centrum for den omkringliggende Tjerkaski rajon. Tjerkasy by er en separat rajon i Tjerkasy oblast.
Byen ligger på bredden af Krementjukreservoiret i floden Dnepr cirka 160 kilometer sydøst for den ukrainske hovedstad Kyiv. Jernbanelinjen mellem Moskva og Odessa går gennem Tjerkasy og passerer Dnepr på en 12 km lang kombineret tog- og vejdæmning/bro.
"Tjerkasy" var den russiske betegnelse for kosakkerne.

## Byens navn
Efter Ukraines selvstændighed ved Sovjetunionens opløsning i 1991 har mange byer skiftet navn fra russisk til ukrainsk navneform. Byens officielle navn er i dag Черкаси, tr. Tjerkasy. Under sovjettiden var det russiske navn Черкассы mest brugt, tr. Tjerkassi. De øgede kontakter med vest har gjort behovet af translittering fra det kyrilliske alfabet nødvendigt; man ser derfor ofte ukrainske firmaer, universiteter, idrætsklubber med de mere anvendte engelske translittering af navnet, og Черкаси/Черкассы bliver da Cherkasy/Cherkassy.

## Historie
Arkæologiske fund viser, at det som i dag er Tjerkasy var beboet af skyterstammer for over 4.000 år siden.
Byen Tjerkasy grundlagdes under Kijevrigets tid. Byen nævnes første gang 1286. Det gamle Tjerkasy nævnes i gamle russiske annaler og i brev fra Krims khan Meñli I Giray. I 1300-tallet og frem til 1600-tallet udsattes området flere gange for fjendtlige angreb. Først af Den Gyldne Horde senere fra tyrkerne og krimtatarerne. Som forsvar mod fjenderne byggedes en træborg; Tjerkasyborgen, på den plads som i dag rummer et monument over sejren i anden verdenskrig. Byen fortsatte at vokse rundt om borgen. Fra 1400-tallet boede kosakker i Tjerkasyområdet. Byen var fra 1300-tallet en del af Storfyrstedømmet Litauen frem til 1569 hvor Ukraine blev en del af Den polsk-litauiske realunion.
Under det polske styre begyndte zaporizjzjakosakkerne at udgøre en del af den kongelige kroner. Kosakkernes første hétman var E. Dasjkovitj, han bistod Polen stort og for sin støtte gav den polske konge Sigismund 3. store landområder bl.a. Tjerkasy til zaporizjzjarne. Stefan Báthory som ville sikre landets sydlige grænseegne mod krimtatarerne, støttede zaporizjzjakosakkernes opbygning af en hær.
Fra 1589 begynder en periode af konflikter mellem Den polsk-litauiske realunion og kosakkerne. Polakerne begyndte trakassere kosakkerne for deres angreb mod tatarerne og tyrkerne som havde en fredsaftale med realunionen, indførte en kirkelig union mellem de katolske og ortodokse kirker. Dette medførte mange militære konflikter mellem kosakkerne og den polske hær, hvilket ledte til den ukrainske frihedskrig (1648- 1654); oprøret mod den polske undertrykkelse Under frihedskrigen havde Tjerkasy en vigtig rolle i forsvaret mod de polske styrker. Et forsvar som anførtes af nationalhelten Bohdan Khmelnytskyj. Han står nu som statue på Sjevtjenko-boulevarden i Tjerkassi. Frihedskrigen førte til en næsten 200 år lang forening mellem Ukraine og Rusland, 1793 blev byen en del af det russiske imperium og fik købstadsrettigheder 1795.
Den nordlige bydel blev planlagt i 1826 af den skotske arkitekt William Hastie.. Byplanen er udformet som et rudemønster med brede lige gader og offentlige parker. Byen Tjerkasy udvikledes på grund af jernbanen, der blev anlagt 1912 samt dampskibene, der trafikerede Dnepr. I byen byggedes blandt andet Ukraines første sukkerraffinaderi, en tobakfabrik og en mekanisk fabrik. Tjerkasy blev en af de vigtigste omlastningspladser for træ, der blev transporteret på Dnepr fra flodens nordlige dele. Den lette tilgang til træ har været medvirkende til udviklingen af byens mange møbelfabriker.
I perioden 1922-1991 var Tjerkasy officielt en del af Sovjetunionen, men kom under sovjetisk kontrol allerede 16. (29.) januar 1918. Under borgerkrigen var byen under en kort tid indtaget af tyske tropper og lokale antikommunister. Den røde hær tilbageerobrede byen i december 1919. Fra 1932 var byen centrum i Kyiv oblast. Under anden verdenskrig fra 22. august 1941 til 14. december 1943 var byen besat af nazityske tropper. 1943-1944 blev et antal tyske divisioner omringet og tilintetgjort i Korsun-Tjerkassi-lommen). 1954 blev Tjerkasy hovedstad i den nydannede Tjerkasy oblast, siden da har indbyggertallet øget til det firedobbelte. Den relative levestandard øgede for byens indbyggere under 1950-, 60- og 70'erne. Under denne tid opførtes nye boligområder og offentlige bygninger og mange kulturinstitutioner indrettedes, for eksempel Sovjethuset (1959), Tjerkasy jernbanestation (1965), Tjerkassi centrale stadion (1957), Sjevtjenko musik- og dramateater (1964) samt indendørsmarkedet (1971). Nye virksomheder inden for kemisk industri etableredes.
I 1954 påbegynde man byggeriet af Krementjukdæmningen og Krementjuks vandkraftværket i Krementjuk som stod klar 1959.
Dette betød samtidigt at de dele af byen, der lå lavt og nær floden måtte fraflyttes for at gøre plads til den nye opdæmning. 9. november 1965 fik byen sine første trolleybusser. I november 1986 tildeltes Tjerkassi "Order of the Red Banner of Labor" efter et dekret af præsidiet i den Øverste Sovjet.

## Geografi og klima
Tjerkasy ligger på den vestlige bred af Krementjukreservoiret og floden Dnepr som flyder fra Rusland via Kyiv i nord og helt ned til Sortehavet. Tjerkasy har fastlandsklima med varme somre og kolde vintre. De varmeste månederne er juni, juli og august, hvor temperaturen ligger mellem 25 og 30 °C. Om sommeren er tordenvejr meget almindeligt. Sne kommer oftest mellem november og marts hvor temperaturen kan falde til under -20 °C.
Ud over de de områder, der ligger helt ned til floden Dnepr, er terrænet i og omkring Tjerkasy fladt

## Demografi
Ifølge folketællingen 2004 havde Tjerkasy 291.708 indbyggere. I begyndelsen af 1800-tallet var indbyggeretallet cirka 4.000.
| 1897   | 1910   | 1926   | 1939   | 1959   | 1970    | 1977    | 1984    | 2001    | 2004    | 2005    | 2007    |
| ------ | ------ | ------ | ------ | ------ | ------- | ------- | ------- | ------- | ------- | ------- | ------- |
| 29.600 | 39.600 | 39.500 | 51.600 | 85.000 | 158.000 | 229.000 | 267.000 | 295.414 | 291.708 | 293.000 | 290.700 |

1926 folketælling:
- Ukrainere – 61,9%
- Jøder – 27,6%
- Russere – 8,6%

1959 folketælling:
- Ukrainere – 70%
- Russere – 22%
- Jøder – 6%

Trods at ukrainsk er Ukraines officielle sprog taler de fleste indbyggere i Tjerkasy også russisk.

## Transport
Tjerkasy har et slidt men fungerende netværk af 135 trolleybuser på 15 linjer. Sammen med et stort antal private minibuslinjer (marshrutki) gør de det let at tage rundt i byen i dagtimerne.
Om natten stopper al kollektivtrafik og man er henvist til taxi.
Minibuslinjer og almindelige busser har tætte afgange til andre byer i Tjerkasy oblast, ligesom der findes buslinjer med afgange flere gange dagligt til Kyiv, Kharkiv, Poltava og Dnipro.
Byen ligger på jernbanelinjen mellem Moskva og Odessa, med dagliga afgange i begge retninger. Det findes også togforbindelser til andre byer i nærheden som Smila og Zolotonosja.
Tjerkasy Internationale lufthavn ligger i udkanten af byen og bliver benyttet af indenlandsk chartertrafik. Nærmeste internationale lufthavn med rutetrafik er Boryspil ved Kyiv, der har både indenrigs- og udenrigstrafik.
Tidligere var der en omfattende persontrafik på floden Dnepr. Denne er nu ophørt og havneterminalen, der tidligere var byens stolthed, er forfalden.
Den øgede privatbilisme har de seneste år medført en mangel på parkeringspladser samt et øget antal trafikuheld. Vejene er slidte og umoderne og der findes ingen motorveje, der passerer Tjerkasy. Respekten for trafikregler er lav.

## Uddannelsesinstitutioner
I Tjerkasy findes flere højre læreanstalter.
 Universitet 
- Det nationale Bohdan Khmelnytskyj universitet i Tjerkasy (navngivet efter nationalhelten Bohdan Khmelnytskyj)

- Det Nationelle Teknologiske Universitet i Tjerkasy.

Andre højre læreanstalter 
- Sjevtjenko landbrugshøjskole (navngivet efter digteren Taras Sjevtjenko)
- Tjerkasy nationale handelshøjskole

- Tjerkasy Polyteknisk højskole

- Tjerkasy Medicinske højskole

- Tjerkasy Institut for forvaltning

- Institutet for socialforvaltning, økonomi og jura

- Volhynia Instituttet for økonomi og forvaltning

Detaljeret liste over Tjerkasys Universiteter og højre læreanstalter. (engelsk)

## Sport
- Basketball: BK Tjerkasy Monkeys (ukrainsk: БК Черкаські Мавпи / Cherkassy Monkeys) spiller i den Ukrainske Superliga. BK Tjerkasy Monkeys spillede i Europe Cup Challenge 2006/7, klubbens hjemmebane er Sport Palace Budivelnyk med en tilskuerkapacitet på cirka 1 500.

- Volleyball: Krug (kvinder) spillede i den højeste ukrainske serie, men blev nedlagt i 2011. Impeksagro Sport Tjerkasy (mænd) spillede i den højeste ukrainske serie, men blev nedlagt i 2012.

- Fodbold: FC Dnipro Tjerkasy spillede i den næst højeste Ukrainske serie. Klubben blev nedlagt 2009.

- Hockey: Spartak Tjerkasy (mænd) spiller i den højeste ukrainske hockey serie.

## Arkitektur
Byen er blevet lagt i ruiner et flertal gange og hvergang blevet genopbygget. I dag findes bare nogle få bygninger fra 1800-tallet. Dagens byplan udgår fra et rudesystem med brede lange gader. Den grundliggende plan blev udformet i 1826 af den skotske arkitekt William Hastie.

### Sjtjerbynys palæ
I krydset mellem Khresjtjatykgaden og Leningaden ligger den tidligere forretningsmand A Sjtjerbynys palæ. Huset er i jugendstil og bygget i 1892. Fra 1907 til 1912 var bygningen Zemskejas regeringsbygning. Bygningen havde under sovjettiden flere funktioner. Blandt andet var den i staten af 1930'erne den statlige ungdomsorganisation Pionerernes Palads. Siden 1970 har bygningen været anvendt som ”bryllupspalads”.

### Det gamle "Slovjansky-hotel"
I krydset mellem Khresjtjatykgaden og O Dasjkevitjagaden findes en bygning, opført i slutningen af 1800-tallet i neoklassisistisk stil. Husets facade er udsmykket med mange dekorative detaljer, som kupler og graciøse kolumner. I huset lå hotellet "Slovjansky" tidligere. I januar 1919 blev bygningen bolsjevikkernes hovedkvarter. Efter oktoberrevolutionen og frem til midten af 1970'erne havde hotellet "Dnepr" til huse her, derefter blev bygningen overtaget af forskellige myndigheder. I dag er bygningen nyrenoveret og rummer "Ukrsotsbank".

### Vandtårnet
I byen findes en unik bygning, det hyperboloide vandtårn. Vandtårnet er en af verdens første hyperboloid konstruktioner. Tårnet tegnedes af ingeniøren og videnskabsmanden Vladimir Sjukhov. Da det var nybygget fandtes der bare nogle få lignende konstruktioner i verden. Den bedst kendte er Sjukhovtårnet i Moskva. Hyperboloidtekniken er senere blevet brugt af andre kendte arkitekter som Gaudí, Le Corbusier og Oscar Niemeyer.

## Kultur, underholdning og seværdigheder

### Teatre og koncertsale
- Sjevtjenku musik- og dramateater her spilles skuespil blandt andet af den lokale forfatter Taras Sjevtjenko. Her afholder man også den årlige teaterfestival. Teateret ligger passande nok på Sjevtjenko-boulevarden.
- Tjerkasy koncertsal besøges af mange af de største ukrainske og russiske artister på sine turnéer. Den ligger på Sjevtjenko-boulevarden.
- Tjerkasy filharmoni og kammerorkester har en ny renoveret koncertsal i det centrale Tjerkasy. Her afholder man også den årlige jazzfestival.

### Museer
- Tjerkasy lokalhistoriske museum
- Tjerkasys historiske museum
- Sjevtjenku museet findes i Tjerkasys ældste bygning fra 1852. I dette hus boede Taras Sjevtjenko under sine besøg i byen.
- Tjerkasy kunstmuseum

### Monumenter
- Lenin-statuen 15 meter høj statue af Vladimir Lenin (1870-1924) af skulptøren K A Kuznetsov fra 1969 (revet ned 28. november 2008).
- Bohdan Khmelnytskyj-monumentet stort monument til minde om nationalhelten Bohdan Khmelnytskyj på Sjevtjenko-boulevarden.
- Sjevtjenku-monumentet af skulptørerne M K Vronskyj og A P Olejnik fra 1964.
- Ærens bjerg; et stort krigsmonument med en evig flamme, til minde af de mennesker som døde under anden verdenskrig. Monumentet blev bygget 1975 på den plads Tjerkasyborgen tidligere lå. (Billede (Webside ikke længere tilgængelig))
- Afghanistan-monumentet til minde om de af Tjerkasy-regionens soldater som døde i Afghanistankrigen (1979–1989). Det er tradition at nygifte par lægger blomster på monumentet.

### Religiøse bygninger
- Sankt Michael Katedralen er en russisk-ortodoks kirke i byzantinsk stil, som blev bygget så sent som 1994. Katedralen er 58 meter lang, 53 meter bred og 72 meter høj, hvilket gør den til den største kirke i Ukraine. Den har en kapacitet på 12.000 stående besøgende.[3]
- Det Neo-buddhistiske tempel "Hvide lotus".

### Øvrigt
- Tjerkasy zoologiskehave er en lille zoologisk have på 8 hektar oprettett 1980. Haven har cirka 200 dyr fordelt på 100 arter. Tjerkasi zoo ligger omkring 4 km fra centrum. Ved den zoologiske have findes et minitivoli.
- Cirkus; Tjerkasy har intet cirkus, men gæstes ofte af omkringrejsende cirkus. Cirkuspladsen findes på området ved Tjerkasy central stadion.
- Parken til minde af 50-årsjubilæet for Oktoberrevolutionen er Tjerkasys store grønne oase. Parken ligger i den nordvestlige ende af Sjevtjenko-boulevarden.
- Tjerkasy planetarium

## Kendte personer fra Tjerkasy
- Taras Sjevtjenko (1814-1861) Ukraines nationalskal. Byens hovedgade Sjevtjenko-boulevarden er opkaldt efter ham.
- Maria Zankovetskeja, skuespiller
- Ivan Karpenko-Kariy (Ivan Karpovitj Tobilevitj) (1845-1907) forfatter
- Paflo Tytjyna (1891-1967) forfatter
- Lesj Homin forfatter
- Vasil Symonenko (1935-1963) forfatter
- Konstantin Paustovskij (1892-1968) forfatter
- Louis Golding (1895–1958) britisk forfatter, forældrene var russiske jøder som emigrerede fra Tjerkasy.
- Artem Ivanov (1986-) popmusiker i den russiske gruppe Yin Yang.
- Iryna Krasnianske blev gymnastik verdensmester på bom ved VM i Aarhus 2006, blev nummer 4 i holdkonkurrencen ved Sommer-OL 2004 i Athen.
- Valentin Demjanenko kano verdensmester på C1 200 meter og finalist på OL 2004 i Athen.

## Venskabsbyer
- Bydgoszcz, Polen
- Santa Rosa, Californien, USA
- Sumqayıt, Aserbajdsjan